# Gonne Donker
Hillegonda Everdina (Gonne) Donker (Ilpendam, 2 maart 1918 – Grand Rapids (Verenigde Staten), 5 februari 2005) was een Nederlands langebaanschaatsenrijdster.
In haar geboorteplaats Ilpendam is het Gonne Donkerplein naar haar vernoemd.

## Levensloop
Gonne groeide op in het gezin van Jacobus Jan Cornelis Donker, arts en Nieske Rozema.  zij was als schaatsenrijdster actief in de jaren dertig van de twintigste eeuw. Dat betekende dat er geen Nederlandse Kampioenschappen waren voor haar (het eerste officieuze Nederlandse kampioenschap Allround voor dames zou pas in 1955 worden gereden), geen Olympische Spelen (hardrijden voor vrouwen staat daar pas op de agenda sinds 1960), geen Wereldkampioenschappen Sprint (pas sinds 1970 op de agenda), geen Europese Kampioenschappen (dames kwamen op dat onderdeel voor het eerst vijfmaal in actie in de periode 1970-1974 en daarna sinds 1981), geen Worldcup (voor het eerst gereden in het seizoen 1985/86) en geen Wereldkampioenschappen Afstanden (pas sinds 1996). De wedstrijdkalender was in die tijd wel héél simpel voor vrouwen: er was het wereldkampioenschappen schaatsen allround vrouwen, meer niet. Al het andere was training, invitatie- en demonstratiewedstrijden.
Zo versloeg Gonne Donker ooit in februari 1940 de toenmalige beste Friese dames op de kortebaan in een tweedaags duel over 140 meter (de specialiteit van de kortebaanrijdsters) en 500 meter (haar specialiteit). Gonne won de 500 meters in Heerenveen en Leeuwarden, maar wist de kortebaanrijdsters in Heerenveen óók voor te blijven over de 140 meter. In Leeuwarden moest zij het over 140 meter echter afleggen tegen de toenmalige Nederlandse kortebaankampioene Sietske Pasveer.
Ze trouwde op 29 mei 1941 te Ilpendam met Hendrik Samuel Zwarenstein, advocaat en emigreerde met haar gezin in 1952 naar de Verenigde Staten. Gonne Donker overleed in 2005 op 86-jarige leeftijd.

## Persoonlijke records
| Afstand    | Tijd    | Datum            | Baan     |
| ---------- | ------- | ---------------- | -------- |
| 500 meter  | 50,8    | 12 januari 1938  | Hamar    |
| 1000 meter | 1.45,1  | 10 december 1938 | Oslo     |
| 1500 meter | 2.53,0  | 13 februari 1938 | Moss     |
| 3000 meter | 6.05,5  | 16 februari 1939 | Helsinki |
| 5000 meter | 10.24,5 | 10 februari 1938 | Oslo     |

Geen van deze tijden was een Nederlands record en dit had twee redenen. Ten eerste erkende de KNSB tot 1969 alleen Nederlandse records als ze in Nederland zelf waren gereden en ten tweede erkende de KNSB pas damesrecords na 1957.

## Resultaten
| Jaar | WK Allround |
| ---- | ----------- |
| 1937 | 5e          |
| 1938 | 6e          |
| 1939 | DQ          |

In die drie wedstrijden wist Gonne Donker beslag te leggen op één gouden, één zilveren en twee bronzen afstandsmedailles. Als zij op de afsluitende 5000 meter in 1939 niet was gediskwalificeerd (wegens het even rijden in de verkeerde baan na een val) was zij dat jaar 2e geworden in het eindklassement achter Verné Lesche.

## Vernoeming
Op 15 juni 2023 heeft het college van burgemeester en wethouders van de gemeente Waterland de straatnaam Gonne Donkerplein vastgesteld voor het dorpsplein van Ilpendam. Op 18 mei 2024 heeft er een feestelijke onthulling plaats gevonden.